# 粽叶芦属
粽叶芦属（学名：Thysanolaena）是禾本科下的一个属，为多年生、粗壮草本植物。该属仅有粽叶芦（Thysanolaena maxima）一种，分布于亚洲东部热带及亚热带地区。属名Thysanolaena源于希腊语thysanos（繸子）和chlaina（外衣）的合成词，指本属花外移裂片具三裂。